# Pachypops
Pachypops – rodzaj ryb z rodziny kulbinowatych (Sciaenidae).

## Klasyfikacja
Gatunki zaliczane do tego rodzaju:
- Pachypops fourcroi
- Pachypops pigmaeus
- Pachypops trifilis